# El transistor
El transistor fue un programa deportivo creado y dirigido por José Ramón de la Morena hasta el 30 de junio de 2021 con su retirada por jubilación de la profesión. Inició su primera emisión el 4 de septiembre de 2016.
Su horario fue de lunes a viernes de 23.30 horas a 01:30, sábados de 23:00 a 01:00 y domingos de 23:00 a 01:30.
José Ramón de la Morena conducía este programa en Onda Cero, con colaboradores de su anterior etapa en El larguero de la Cadena SER: Carlos Bustillo, David Alonso, Eduardo Pidal, Ana María Rodríguez, Aitor Gómez , Ángel Rubiano, Jorge Valdano, el ciclista Perico Delgado, el ex subdirector de As Juanma Trueba, Sebastián Álvaro Lomba , el alpinista que creó y dirigió en TVE Al filo de lo imposible y los doctores José González y Antonio Escribano .
El 25 de marzo del año 2021, José Ramón de la Morena comunica que a partir del 30 de junio del mismo año no seguirá adelante con el programa. En ese espacio se emite ahora Radioestadio Noche, que dirigen Edu Pidal y Rocío Martínez.